# 짐승화
짐승화(therianthropy)는 변신을 통해 다른 동물로 탈피하는 인간의 신화적 능력이다. 프랑스의 트루아 프레르에서 발견된 동굴 벽화는 개념에 대한 고대의 믿음을 묘사하고 있을 가능성이 있다. 가장 잘 알려진 형태의 신화는 늑대인간 이야기에서 발견된다.
낭화증 또는 동물화 망상은 동물로 변신한다는 정신과적 망상이다.